# Gerdia myura
Gerdia myura
Genre
Espèce
Gerdia myura, unique représentant du genre Gerdia, est une espèce fossile d'araignées aranéomorphes de la famille des Hersiliidae.

## Distribution
Cette espèce a été découverte dans de l'ambre de la mer Baltique. Elle date du Paléogène.

## Publication originale
- (de) Anton Menge, Über einen Scorpion und zwei Spinnen im Bernstein., vol. 2, coll. « Schriften der Naturforschenden Gesellschaft in Danzig (Neue Folge) », 1869, 1–9 p..